# 祝願
祝願（英語：My Wish），是一匹在香港出賽的賽駒，為2024/2025馬季最大進步馬匹，練馬師是廖康銘。

## 簡介
2024年9月8日，「祝願」打開其在港的勝利之門。
2025年1月31日，霍宏聲策騎「祝願」勝出四歲馬經典賽事系列首關香港經典一哩賽。賽後，霍宏聲說道：「今日當此駒（『祝願』）在最後二百米持續力拼時，我的腦海曾閃過這些有關『甜橙』的片段，幸好坐騎最終能夠完成任務。牠的體重只有約九百九十磅，但其鬥心無與倫比。馬兒並不屬於那些容易訓練或策騎的賽駒，因此今次之勝全都歸功於廖康銘及其馬房團隊，這也正正顯示廖康銘的深厚練馬功力。此駒每仗跑來續見進步，很高興可以策牠奪得這場勝仗。今晚，當我安靜下來，收到我家人的祝賀信息，我相信那時我的情緒便會到來。我在這裡成長，年幼時已有觀看這場賽事，現在能夠策馬攻下此賽，實在令人難以置信，我得感謝廖康銘及其馬房團隊，讓我得到這個機會爭勝。」練馬師廖康銘說道：「馬兒近期胃口轉佳，因此牠今季可以頻密出賽，體格也變得更為強壯。我們都知道牠的體型較小，但牠鬥心無比。此駒韌力十足，霍宏聲策牠的表現非常出色，我的馬房團隊也居功至偉，皆因此駒加盟我馬房早期，牠顯得非常活躍，較難應付及進行訓練。牠有時更會帶來一點麻煩，但馬兒今日賽前行圈時表現較往常有所改善，前往起步點時更顯得甚為乖巧。當牠有此良好表現，那麼最後一點，就只在於究竟牠是否具足夠質素在賽事中爭勝。觀乎牠今日的取位、賽事沿途以及穩定走勢後的表現，我認為牠當否應付（下仗的1800米途程）。若牠學懂放鬆競跑及保留體力，牠將難以被擊敗，牠的確是一匹與別不同的賽駒。」
2025年3月2日，霍宏聲策騎「祝願」出戰四歲系列賽次關香港經典盃，不敵「球星」，取得第二名。
2025年3月23日，霍宏聲策騎「祝願」出戰四歲系列賽尾關香港打吡大賽，最終在終點前以外檔憑短馬頭位的些微之差不敵賽事26倍獨贏賠率冷門馬「百賀飛駒」，以次熱門姿態取得亞軍。

## 在港勝出賽事全紀錄
| 比賽日期   | 賽事名稱         | 賽事班次 | 賽道 | 賽事路程 | 比賽馬場 | 名次 | 完成時間 | 騎師   |
| ---------- | ---------------- | -------- | ---- | -------- | -------- | ---- | -------- | ------ |
| 08/09/2024 | 二東山讓賽       | 第四班   | 草地 | 1200米   | 沙田馬場 | 1    | 1:09.77  | 霍宏聲 |
| 03/11/2024 | SANTA MONICA讓賽 | 第三班   | 草地 | 1400米   | 沙田馬場 | 1    | 1:21.33  | 霍宏聲 |
| 01/12/2024 | 梳士巴利讓賽     | 第三班   | 草地 | 1400米   | 沙田馬場 | 1    | 1:21.20  | 霍宏聲 |
| 31/01/2025 | 香港經典一哩賽   | 四歲馬   | 草地 | 1600米   | 沙田馬場 | 1    | 1:33.98  | 霍宏聲 |

## 在港一級賽出賽全紀錄
| 比賽日期   | 賽事名稱           | 賽事班次 | 賽道 | 賽事路程 | 比賽馬場 | 名次 | 完成時間 | 騎師   |
| ---------- | ------------------ | -------- | ---- | -------- | -------- | ---- | -------- | ------ |
| 27/04/2025 | 富衛保險冠軍一哩賽 | G1       | 草地 | 1600米   | 沙田馬場 | 4    | 1:33.36  | 霍宏聲 |

## 軼聞
馬主之一唐獻芳是香港馬王「浪漫勇士」馬主劉栢輝的妻子。

## 外部連結
- .   [2025-01-31].